# Flustrellidra prouhoi
Flustrellidra prouhoi är en mossdjursart som beskrevs av Jean-Loup d'Hondt 1974. Flustrellidra prouhoi ingår i släktet Flustrellidra och familjen Flustrellidridae. Inga underarter finns listade i Catalogue of Life.